# Цибінка
Цибінка (пол. Cybinka, нім. Ziebingen) — місто в західній Польщі.
Належить до Слубіцького повіту Любуського воєводства.

## Демографія
Демографічна структура станом на 31 березня 2011 року:
|          | Загалом | Допрацездатний вік | Працездатний вік | Постпрацездатний вік |
| -------- | ------- | ------------------ | ---------------- | -------------------- |
| Чоловіки | 1397    | 296                | 991              | 110                  |
| Жінки    | 1429    | 268                | 866              | 295                  |
| Разом    | 2826    | 564                | 1857             | 405                  |